# Lila Kedrova
Lila Kedrova, de nom real Elisabeth Kedroff (en rus: Ли́ля Кедро́ва) (Sant Petersburg, 9 d'octubre de 1918 - Canadà, 16 de febrer de 2000) fou una actriu nascuda a Rússia però que passà la major part de la seva vida a França, treballant principalment en el cinema d'aquest país.
Va guanyar un Oscar a la millor actriu secundària el 1964 pel seu paper com a Madame Hortense a Zorba the Greek. També va fer el mateix paper a Broadway en la versió musical de Zorba the Greek, guanyant un Premi Tony per la millor actuació d'actriu protagonista en musical.
Va morir de pneumònia a Sault Ste. Marie (Ontario, Canadà), després d'haver patit Alzheimer durant molt de temps.

## Filmografia parcial
- Weg ohne Umkehr (1954)
- Callr Mayor (1956)
- Zorba the Greek (1964)
- Vent a les veles (1965)
- Cortina esquinçada (1966)
- Penèlope (1966)
- Els amants de Montparnasse (1968)
- La carta del Kremlin (1970)
- El quimèric inquilí (1976)
- Testament (1983)
- L'espasa del cavaller (1984)
- Algunes noies (1988)
- A Star for Two (1991)